# Meredith Eaton

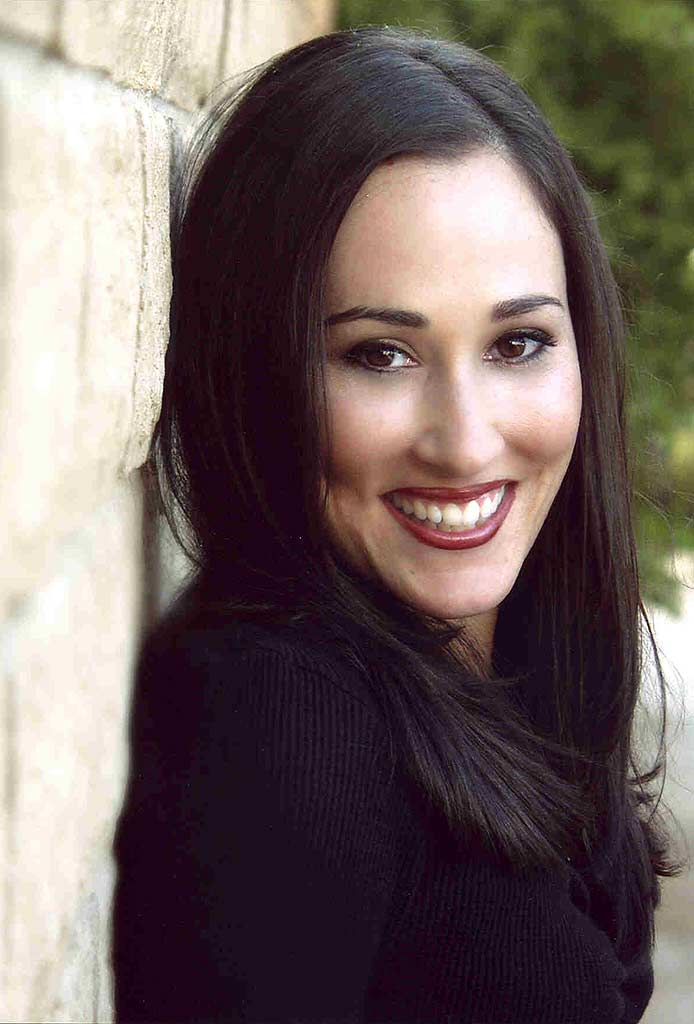
Meredith Eaton (2007)

Meredith Hope Eaton (* 26. August 1974, Long Island, New York), auch bekannt als Meredith Eaton-Gilden, ist eine US-amerikanische Schauspielerin. Sie ist kleinwüchsig mit einer Körpergröße von 1,22 Metern.

## Schauspielkarriere
Eatons Schauspielkarriere begann 2001 mit Gastauftritten in den Serien New York Cops – NYPD Blue und Dharma & Greg sowie einer größeren Nebenrolle in der dritten und letzten Staffel der Dramaserie Frauenpower (Originaltitel: Family Law). Einem Interview bei TLC zufolge wurde die Rolle der Emily Resnick, die sie 14 Folgen lang verkörperte, extra für sie geschrieben. 2002 spielte sie neben Kathy Bates und Rupert Everett eine der Hauptrollen in der Komödie Wer tötete Victor Fox? (Originaltitel: Unconditional Love). In der dritten bis fünften Staffel der Justizserie Boston Legal war Eaton in insgesamt 18 Folgen als Anwältin Bethany Horowitz zu sehen. Gastauftritte und kleinere Nebenrollen hatte sie ferner in den Serien CSI: Den Tätern auf der Spur, Dr. House, Without a Trace – Spurlos verschwunden, Law & Order: Special Victims Unit und Navy CIS.
Von 2017 bis 2021 verkörperte sie Matty Webber, eine der Hauptrollen im gleichnamigen Remake der Fernsehserie MacGyver als Vorgesetzte des Titelhelden.

## Privatleben
Eaton wuchs in einer Kleinstadt an der Südküste von Long Island im US-Bundesstaat New York auf. Von 1992 bis 1996 studierte sie an der Hofstra University, New York, anschließend machte sie am Derner Institute der Adelphi University, New York, ihren Masterabschluss in Klinischer Psychologie. In einem Interview mit der Hofstra University erklärte sie, dass sie die psychologische Ausbildung für die Vorbereitung auf ihre Rollen nutze. Ferner sieht sie in dem Abschluss auch einen „Ausweichplan“, falls die Schauspielerei keine Option mehr sei.
Am 20. Mai 2001 heiratete sie den Schauspieler Michael Gilden, der am 5. Dezember 2006 starb. Seit 12. Oktober 2008 ist sie mit dem Fotografen Brian S. Gordon verheiratet, das Paar hat ein Kind.
Eaton ist kleinwüchsig mit einer Körpergröße von 1,22 Metern.

## Filmografie (Auswahl)

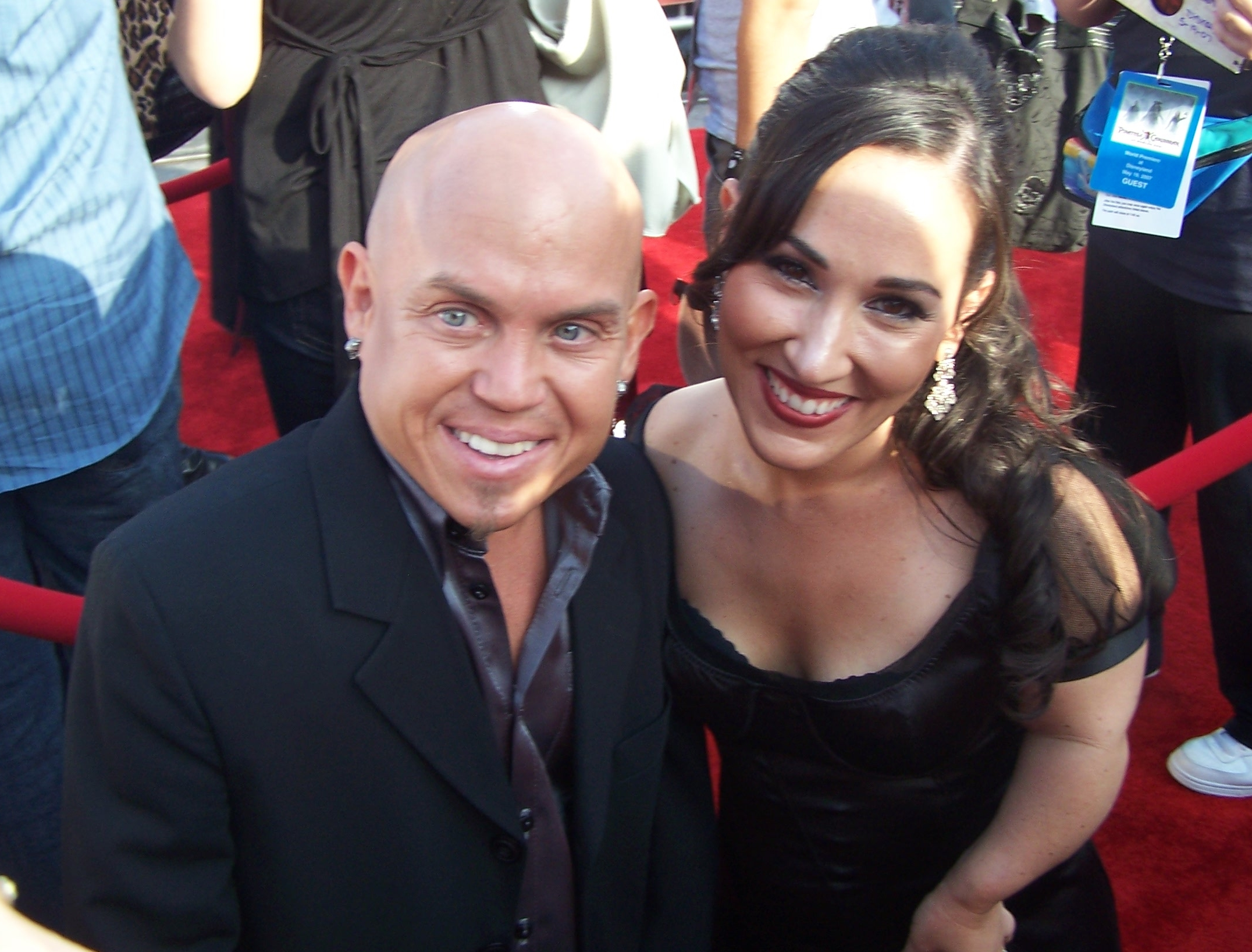
Eaton mit Martin Klebba (2007)

- 2001: New York Cops – NYPD Blue (NYPD Blue, Fernsehserie, Folge 8x04)
- 2001: Dharma & Greg (Fernsehserie, Folge 4x21)
- 2001–2002: Frauenpower (Family Law, Fernsehserie, 14 Folgen)
- 2002: CSI: Den Tätern auf der Spur (CSI: Crime Scene Investigation, Fernsehserie, Folge 3x04)
- 2002: Wer tötete Victor Fox? (Unconditional Love)
- 2003: Mr. Ambassador (Fernsehfilm)
- 2006: Dr. House (House, Fernsehserie, Folge 3x10)
- 2006–2008: Boston Legal (Fernsehserie, 18 Folgen)
- 2007: Without a Trace – Spurlos verschwunden (Without a Trace, Fernsehserie, Folge 6x10)
- 2008: Law & Order: Special Victims Unit (Fernsehserie, Folge 9x14)
- 2009: Balls Out: Gary the Tennis Coach (Fernsehfilm)
- 2009–2025: Navy CIS (NCIS, Fernsehserie, 5 Folgen)
- 2014: Paranormal Activity: Die Gezeichneten (Paranormal Activity: The Marked Ones)
- 2014: Turks & Caicos (Fernsehfilm)
- 2014: Navy CIS: New Orleans (NCIS: New Orleans, Fernsehserie, Folge 1x02)
- 2015: Battle Creek (Fernsehserie, 7 Folgen)
- 2017–2021: MacGyver (Fernsehserie, 82 Folgen)